# Fernanda Nissen
Petra Gregorine Fernanda Nissen, née Thomesen le 15 août 1862 et morte le 3 avril 1920, est une journaliste, une critique littéraire, une femme politique et une militante féministe norvégienne.

## Jeunesse
Fernanda Thomesen est née à Sannidal, fille de l'armateur et consul Thomes Thomesen et de Bertha Marthine Olea Debes. Elle était la nièce d'Ole Thomesen.
Elle a été mariée au rédacteur en chef et homme politique Lars Holst de 1882 à 1895, et au médecin Oscar Egede Nissen de 1895 à 1911. Par sa sœur Sophie, elle était la belle-sœur du peintre et illustrateur Erik Werenskiold, et la tante de Werner et Dagfin Werenskiold.

## Carrière
Nissen a travaillé plusieurs années comme enseignante, puis comme journaliste. Elle a été journaliste pour le Dagbladet dans les années 1880, et critique littéraire et critique de théâtre pour le journal Social-Demokraten de 1892 à 1918. Elle a été présidente du syndicat des allumettières dès sa création en 1889. Elle a édité le magazine Kvinden à partir de 1909. Elle a été employée comme censeur de films à partir de 1913, étant l'une des deux premiers censeurs de films en Norvège. Elle appartenait à un réseau de femmes écrivains et critiques avec Nini Roll Anker, Hulda Garborg et Sigrid Undset. Dans les années 1880, elle a été politiquement active pour le Venstre. Elle a représenté le parti travailliste au conseil municipal de Kristiania à partir de 1910. En tant qu'élue d'Oslo, elle a présidé le comité du parc et a œuvré pour l'amélioration des conditions de vie des pauvres, en particulier des femmes et des enfants.
Elle est décédée à Barmen, en Allemagne, en 1920. Une rue de l'arrondissement Sagene à Oslo a été baptisée à son nom en 1923, et un mémorial a été érigé dans le parc Torshov à Oslo en 1931. 